# Hove-senderen
Hove-senderen, også kaldet København Vest-senderen, er en dansk radio- og tv-sendemast, der blev opført i 1987 som led i etableringen af TV 2's sendenet.
Senderen, der er en 320 m høj gittermast med barduner, står i Hove tæt ved Herringløse vest for København og dækker således hele det storkøbenhavnske område. Masten ejes af Cibicom og benyttes i dag af alle digitale DR-TV kanaler, Boxer TV, omkring 20 DAB+ radiokanaler og FM-radiokanalen MyROCK.